# 罗伯特·伯顿·莱斯利
罗伯特·伯顿·莱斯利 MC（1891年10月7日—1976年7月12日），英国陆军上校，曾于第一次世界大战期间服役于皇家林肯郡军团（该军团已于1960年被并入第2东盎格利亚兵团）。1916年，他荣登英王寿辰授勋名单，并获颁军功十字勋章。1935年3月3日至1937年5月12日，他就任第八任锡兰防卫部队司令，统领英属锡兰的军事事务。 